# 500-ті до н. е.

## Найважливіші події
- 509 (510) — повалення царя Тарквінія Гордого у Римі. Встановлення Республіки.
- 500 — початок греко-перських воєн (до 449 до н. е., з перервами).
- 509 — позбавлення влади тирана Гіппія, сина Пісістрата, в Афінах; прихід до влади і реформи Клісфена.
- Кінець VI століття — Проникнення карфагенян до Іспанії. Боротьба іберського племені з Гадесом. Взяття іберами Гадеса. Звільнення його карфагенянами.
- Кінець VI століття — центром етрусків стає Фельсіна (нині Болонья).
- Кінець VI століття — правитель Мілета Гістіей, син Лісагора.
- Кінець VI століття — розширення каналу, що з'єднує Ніл з Червоним морем.
- Кінець VI століття — заснування втікачами-халдеями міста Герри на південному березі Перської затоки.
- Кінець VI століття — морехід Скілак з Карії, що знаходився на службі у Дарія, здійснює плавання від гирла Інду у Червоне море.